# Veranópolis
Veranópolis – miasto w południowej Brazylii, w stanie Rio Grande do Sul, leżące w regionie Serra Gaúcha. W 2006 roku przybliżona liczba mieszkańców wynosiła 21 351. Zajmuje powierzchnię 289,432 km². Duże skupisko Polonii.

## Historia
Veranópolis zostało założone przez włoskich i polskich emigrantów, a początki kolonizacji sięgają 1984 roku. Miasto otrzymało prawa miejskie 15 stycznia 1884.

## Odległości od innych miast w regionie
- Porto Alegre: 170 km
- Bento Gonçalves: 40 km
- Caxias do Sul: 80 km
- Nova Prata: 20 km
- Passo Fundo: 120 km

## Turystyka
Główne atrakcje Veranópolis:
- Torre mirante da serra (restauracja wzorowana na wieży w Toronto)
- Vinícola Simonetto
- Arcos
- Casa da Cultura (dom kultury)
- Vila Bernardi
- Igreja Matriz São Luís Gonzaga (kościół)
- Gruta Nossa Senhora de Lourdes
- Parque Cascata dos Monges (wodospad)

## Sport
W mieście ma siedzibę klub piłkarski Veranópolis EC.